# Мушинский, Ярослав
Ярослав Мушинский (рум. Iaroslav Mușinschi; род. 8 августа 1976, Кишинёв) — молдавский легкоатлет, специалист по стипль-чезу, бегу на длинные дистанции и марафону. Выступал как элитный бегун в 1999—2013 годах, победитель Дюссельдорфского марафона, рекордсмен страны, участник трёх летних Олимпийских игр.

## Биография
Ярослав Мушинский родился 8 августа 1976 года в Кишинёве, Молдавская ССР. Детство провёл в городе Окница.
Изначально его специализацией являлся бег на 3000 метров с препятствиями. Так, в 1999 году в этой дисциплине он выступил на Универсиаде в Пальме, став в финале одиннадцатым.
В 2000 году вошёл в основной состав молдавской национальной сборной и благодаря череде удачных выступлений удостоился права защищать честь страны на летних Олимпийских играх в Сиднее. Стартовал здесь в программе мужского стипль-чеза, но не смог преодолеть предварительный квалификационный этап.
В 2001 году принял участие в Универсиаде в Пекине, занял 14 место в беге на 3000 метров с препятствиями и 19 место в полумарафоне.
На Универсиаде 2003 года в Тэгу был четвёртым в зачёте стипль-чеза. Также в этом сезоне одержал победу на полумарафонах в Подгорице и Белграде.
В 2004 году с результатом 2:21:49 выиграл Подгорицкий марафон.
В 2005 вновь был лучшим в зачёте Подгорицкого марафона (2:23:59), занял 12 место на Стамбульском марафоне (2:20:42).
В 2006 году бежал 3000 метров на чемпионате мира в помещении в Москве, но в финал не вышел. Выиграл полумарафоны в Анталии и Белграде, а также марафон в Нови-Саде, тогда как на Стамбульском марафоне на сей раз стал седьмым (2:15:06).
На зимнем чемпионате Европы 2007 года в Бирмингеме стартовал на дистанции 3000 метров, но остановился уже на предварительной квалификационной стадии. Участвовал в марафонском забеге на чемпионате мира в Осаке, в конечном счёте сошёл здесь с дистанции и не показал никакого результата. В числе прочих достижений в этом году — победа на полумарафоне в Приштине, шестой результат на Стамбульском марафоне (2:11:59).
Находясь в числе лидеров легкоатлетической команды Молдавии, благополучно прошёл отбор на Олимпийские игры 2008 года в Пекине. В программе мужского марафона показал время 2:21:18, расположившись в итоговом протоколе соревнований на 41 строке. Помимо этого, в третий раз выиграл Подгорицкий марафон (2:14:50), стал третьим в Стамбуле (2:11:43).
В 2009 году финишировал третьим на марафоне в Каварне (2:24:11) и вторым на марафоне в Любляне (2:10:15).
В 2010 году с национальном рекордом Молдавии 2:08:32 одержал победу на Дюссельдорфском марафоне.
В 2012 году занял 18 место на Венском марафоне (2:13:25). Выполнив олимпийский квалификационный норматив 2:15:00, отправился выступать на Олимпийских играх в Лондоне — на сей раз в программе марафона показал время 2:16:25 и разместился в итоговом протоколе на 25 позиции.
Последний раз стартовал на шоссе в статусе элитного бегуна в марте 2013 года, когда принял участие в Сеульском международном марафоне — в конечном счёте сошёл здесь с дистанции и не показал никакого результата.